# Pavol Čaladík
Pavol Čaladík (* 20. dubna 1957) je bývalý slovenský fotbalový brankář.

## Fotbalová kariéra
V československé lize hrál za Spartak Trnava. Nastoupil v 15 ligových utkáních. Ve druhé nejvyšší soutěži nastoupil za Slovan Agro Levice ve 44 utkáních.

## Ligová bilance
| Ročník                                   | Zápasy | Góly | Klub           |
| ---------------------------------------- | ------ | ---- | -------------- |
| 1. československá fotbalová liga 1984/85 | 15     | 0    | Spartak Trnava |
| CELKEM                                   | 15     | 0    |                |